# Destripando la historia
Destripando la historia es un proyecto que divulga mitología clásica, egipcia, nórdica, hindú y otras narraciones antiguas a través de vídeos musicales, libros y conciertos en directo. Es un esfuerzo conjunto de Álvaro Pascual "Pascu" y de Rodrigo Septién "Rodri" que se dedican a la ilustración animada y a la producción musical, respectivamente.

### Canal de YouTube
Los creadores se conocían desde el colegio y entonces ya organizaban sketches para los compañeros basados en Les Luthiers. El proyecto salió a la luz en 2017 con un vídeo musical en YouTube llamado el Origen de San Valentín, que ahondaba en la historia de la celebración moderna. No obstante el proyecto alcanzó la fama por sus vídeos musicales sobre dioses griegos.
El contenido del canal abarca desde explicaciones sobre deidades antiguas hasta narraciones de cuentos populares como Blancanieves y la Sirenita, combinando humor con el contenido educativo. El contenido es recomendado para mayores de 12 años debido a ciertos elementos humorísticos dirigidos a un público más adulto.

#### Canciones
| N.º | Canción                                 | Fecha de estreno         |
| --- | --------------------------------------- | ------------------------ |
| 01  | El Origen de San Valentín               | 8 de febrero de 2017     |
| 02  | La Bella y la Bestia                    | 8 de marzo de 2017       |
| 03  | La Sirenita                             | 22 de marzo de 2017      |
| 04  | La Cenicienta China                     | 19 de abril de 2017      |
| 05  | Harry Potter y la Piedra Filosofal      | 3 de mayo de 2017        |
| 06  | Blancanieves Rusa                       | 17 de mayo de 2017       |
| 07  | La Bella Durmiente                      | 14 de junio de 2017      |
| 08  | El Origen de Juego de Tronos            | 28 de junio de 2017      |
| 09  | Aladdín                                 | 12 de julio de 2017      |
| 10  | Rapunzel                                | 26 de julio de 2017      |
| 11  | Harry Potter y la Cámara Secreta        | 6 de septiembre de 2017  |
| 12  | Hércules                                | 20 de septiembre de 2017 |
| 13  | El Origen de Halloween                  | 18 de octubre de 2017    |
| 14  | Thor                                    | 1 de noviembre de 2017   |
| 15  | Caperucita Roja                         | 15 de noviembre de 2017  |
| 16  | Star Wars - Una Nueva Esperanza         | 30 de noviembre de 2017  |
| 17  | El Origen de Navidad                    | 13 de diciembre de 2017  |
| 18  | El Origen del Conejo                    | 31 de enero de 2018      |
| 19  | Mulan                                   | 14 de febrero de 2018    |
| 20  | Pocahontas                              | 14 de marzo de 2018      |
| 21  | Thanos                                  | 11 de abril de 2018      |
| 22  | Harry Potter y el Prisionero de Azkaban | 25 de abril de 2018      |
| 23  | El Rey León                             | 16 de mayo de 2018       |
| 24  | El Origen de Iron Man                   | 13 de junio de 2018      |
| 25  | El Libro de la Selva                    | 18 de julio de 2018      |
| 26  | Hearthstone                             | 26 de septiembre de 2018 |
| 27  | Spiderman                               | 12 de octubre de 2018    |
| 28  | Día de Muertos                          | 27 de octubre de 2018    |
| 29  | Pinocho                                 | 21 de noviembre de 2018  |
| 30  | Google, el año en búsquedas en España   | 12 de diciembre de 2018  |
| 31  | Batman, la Leyenda                      | 9 de enero de 2019       |
| 32  | Barba Azul                              | 21 de febrero de 2019    |
| 33  | Anastasia                               | 27 de marzo de 2019      |
| 34  | Capitán América                         | 26 de abril de 2019      |
| 35  | Loki                                    | 6 de junio de 2019       |
| 36  | Zeus                                    | 24 de julio de 2019      |
| 37  | Hades                                   | 4 de septiembre de 2019  |
| 38  | Poseidón                                | 9 de octubre de 2019     |
| 39  | El Origen de Goku (Sun Wukong)          | 20 de noviembre de 2019  |
| 40  | Thor (remake)                           | 22 de diciembre de 2019  |
| 41  | Deméter                                 | 11 de marzo de 2020      |
| 42  | Hestia                                  | 13 de mayo de 2020       |
| 43  | Hera                                    | 15 de julio de 2020      |
| 44  | Odín                                    | 16 de septiembre de 2020 |
| 45  | Freyja                                  | 4 de noviembre de 2020   |
| 46  | Hércules (remake)                       | 16 de diciembre de 2020  |
| 47  | Ares                                    | 12 de mayo de 2021       |
| 48  | Gilgamesh                               | 28 de julio de 2021      |
| 49  | Afrodita                                | 20 de octubre de 2021    |
| 50  | Hermes                                  | 22 de diciembre de 2021  |
| 51  | Ra (Polloman)                           | 15 de junio de 2022      |
| 52  | Baldur                                  | 28 de septiembre de 2022 |
| 53  | Artemisa                                | 21 de diciembre de 2022  |
| 54  | Diosa Isis                              | 30 de marzo de 2023      |
| 55  | Heimdal                                 | 4 de octubre de 2023     |
| 56  | Atenea                                  | 13 de diciembre de 2023  |
| 57  | Juana de Arco                           | 6 de marzo de 2024       |
| 58  | Horus                                   | 5 de junio de 2024       |
| 59  | Satán                                   | 16 de octubre de 2024    |
| 60  | Shiva                                   | 11 de diciembre de 2024  |
| 61  | Cronos                                  | 30 de abril de 2025      |

#### Cortos
| N.º | Título                        | Fecha de estreno     |
| --- | ----------------------------- | -------------------- |
| 01  | El barquero que troleó a Thor | 29 de abril de 2025  |
| 02  | Hades y su perro              | 20 de agosto de 2025 |

### Libros
Además de su presencia en YouTube, Pascu y Rodri, junto con la editorial Alfaguara, han publicado libros que complementan su contenido audiovisual, proporcionando información adicional sobre los temas tratados en el canal. Estas publicaciones han sido alabadas por incentivar a la lectura y a través de la ampliación de la información.
| Título                    | Fecha de publicación  |
| ------------------------- | --------------------- |
| Los mayores villanos      | 21 de junio de 2018   |
| Las auténticas princesas  | 28 de marzo de 2019   |
| Los dioses más locos      | 22 de octubre de 2020 |
| Los héroes más épicos     | 3 de junio de 2021    |
| Los monstruos más chungos | 2 de junio de 2022    |
| Los dioses del Olimpo     | 11 de octubre de 2023 |

### Conciertos: Loki Tour
Han tocado sus canciones sobre mitología en salas de Madrid como Joy Eslava hasta escenarios de América Latinca como el Teatro Royal Center de Bogotá, el complejo  Art Media de Buenos Aires, el Vive Latino de Ciudad de México y el Teatro Caupolicán de Santiago de Chile en su Loki Tour de 2022, 2023 y 2024.

## Enlaces
- Página web oficial

- Destripando la Historia en YouTube

- Destripando la Historia (canal secundario) en YouTube

- Destripando la Historia en TikTok

- Destripando la Historia en Instagram

- Destripando la Historia en X (antes Twitter)

- Destripando la Historia en Facebook